# Persis fabriciana
Persis fabriciana är en insektsart som beskrevs av Metcalf 1938. Persis fabriciana ingår i släktet Persis och familjen Derbidae. Inga underarter finns listade i Catalogue of Life.